# Power electronics
El power electronics es un subgénero del noise caracterizado por ondas de altas frecuencias, sintetizadores analógicos, con vocales gritadas y altamente distorsionadas.
Como la mayoría de electrónica indirecta o directamente derivada de la música concreta, el power electronics generalmente no tiene ritmo y es atonal. Para igualar el sonido, suele depender de temáticas extremas y contenido visual. Ya sea en la portada del disco, en las letras de las canciones o en las actuaciones en directo. Lo que busca el subgénero es reacción fuerte en la audiencia.

## Origen del término
El término fue acuñado por el músico William Bennet de la banda Whitehouse en el libreto del álbum Psychopathia Sexualis de 1982.
Audio Cassette Magazine produjo una compilación en casete llamada Power Electronics en 1986.

## Death Industrial
El término Death Industrial se usa para definir al estilo musical que parte del power electronics, pero que se diferencia por sus sonidos mas ambientales, atmosféricos y menos abrasivos. Ejemplos de bandas de este género son Anenzephalia, Ramleh, Atrax Morge y Genocide Organ.